# Austrochloritis porteri
Austrochloritis porteri är en snäckart som först beskrevs av Cox 1866.  Austrochloritis porteri ingår i släktet Austrochloritis och familjen Camaenidae. Inga underarter finns listade i Catalogue of Life.